# Myopathie à némaline sporadique à début tardif
 Mise en garde médicale
La myopathie à némaline sporadique à début tardif, le plus souvent désignée par son sigle anglophone SLONM (pour Sporadic late-onset nemaline myopathy), est une maladie musculaire acquise à l'âge adulte extrêmement rare. Elle provoque une perte de masse musculaire et une faiblesse prédominant aux membres inférieurs et épargnant la musculature faciale. Ces manifestations cliniques commencent après 40 ans. Identifiée pour la première fois en 1966 à la Mayo Clinic par AG Engel , ses caractéristiques sont précisées en 1975,. Le diagnostic repose sur une faiblesse évoluant de façon subaiguë après 40 ans, un taux de CK normal à bas, un EMG myopathique avec fibrillations et souvent une gammapathie monoclonale. Le diagnostic est confirmé par la visualisation des bâtonnets dans les cryosections en microscopie optique et électronique. La gammapathie monoclonale associée a un pronostic défavorable.

## Présentation
Le premier symptôme est une faiblesse distribuée aux ceintures des membres (les hanches et les épaules), apparaissant rapidement après 40 ans. Plus rarement la faiblesse prédomine distalement. D'autres symptôme révélateurs peuvent être une chute de la tête, une dysphagie et une insuffisance respiratoire[réf. nécessaire]

## Physiopathologie
L'étiologie de la SLONM est inconnue, mais plusieurs arguments plaident en faveur d'un mécanisme dysimmunitaire ; en effet dans la mesure où certains cas coexistent avec une infection par le VIH et d'autres avec une gammapathie monoclonale de signification indéterminée (MGUS), un déclencheur viral ou un trouble auto-immun ont été considérés comme des étiologies possibles. Au microscope électronique, des corps à némaline (bâtonnets) peuvent être identifiés dans les fibres musculaires affectées. Ces corps ont parfois une forme de tige nette, mais peuvent également être irréguliers et ponctués. Ils peuvent être trouvés à côté des fibres musculaires atrophiques et peuvent être observés émergeant des disques Z épaissis des sarcolemmes. Les fibres affectées peuvent être vacuolées ou lobées.

## Diagnostic
Les examens paracliniques permettant de poser le diagnostic sont :
- L'EMG : recrutement de type myopathique et potentiels de fibrillation au repos).
- Un taux de CK sérique normal ou dans les valeurs inférieures de la norme (en contraste avec les myopathies inflammatoires aiguës dans lesquelles ce taux est augmenté).
- La biopsie musculaire : présence de bâtonnets de némaline, mais comme ils sont inférieurs à 1 D'une longueur de µm, ils passent facilement inaperçus. Les coupess doivent être colorées au trichrome de Gomori et sectionnées à une épaisseur de 2 à 4 μm pour une visualisation efficace. Les immunocolorations pour la myotiline et l'α-actinine permettent presque de confirmer le diagnostic. Cependant, des bâtonnets de némaline peuvent encore être visibles post-mortem dans la neurosarcoïdose, et peuvent rester sur le différentiel[7].
- En l'absence de traitement le pronostic est souvent mauvais, avec une évolution vers l’insuffisance respiratoire causant le décès[réf. nécessaire]

## Traitement
La rééducation peut être utile pour le renforcement musculaire. Une amélioration a été constatée chez deux individus séronégatifs traités avec des agents immunoglobulines (IViG). Une amélioration a également été constatée avec la transplantation autologue de cellules souches et la chimiothérapie au melphalan,